# حجت‌آباد (ارسک)
حجت‌آباد یک منطقهٔ مسکونی در ایران است که در دهستان ارسک واقع شده‌است. براساس سرشماری مرکز آمار ایران در سال ۱۳۹۵، حجت‌آباد ۷۲ نفر جمعیت دارد.